# David Rikl
David Rikl, né le 27 février 1971 à Brandýs, est un ancien joueur de tennis professionnel tchèque. Il a évolué sur le circuit professionnel de 1989 à 2005.
Il n'a jamais réussi en simple mais figure parmi les meilleurs joueurs de double de son époque. Il compte en effet à son palmarès trente tournois sur le circuit ATP et une 4e place mondiale atteinte le 4 août 2001. Son principal partenaire était Jiří Novák.
Son fils Patrik est également un joueur de tennis professionnel.

## Palmarès

### En double messieurs
| 30 titres en double | 0 G. Chelem | 0 G. Chelem | 0 G. Chelem | 0 G. Chelem | 0 Masters | 0 Masters | 0 Masters   | 0 Masters   | 4 Masters 1000 | 4 Masters 1000 | 4 Masters 1000 | 4 Masters 1000 | 4 ATP 500           | 4 ATP 500           | 4 ATP 500           | 4 ATP 500           | 22 ATP 250          | 22 ATP 250          | 22 ATP 250     | 22 ATP 250     | 0 JO           | 0 JO           | 0 JO           | 0 JO           |
| 30 titres en double | 7 sur dur   | 7 sur dur   | 7 sur dur   | 7 sur dur   | 7 sur dur | 7 sur dur | 3 sur gazon | 3 sur gazon | 3 sur gazon    | 3 sur gazon    | 3 sur gazon    | 3 sur gazon    | 18 sur terre battue | 18 sur terre battue | 18 sur terre battue | 18 sur terre battue | 18 sur terre battue | 18 sur terre battue | 2 sur moquette | 2 sur moquette | 2 sur moquette | 2 sur moquette | 2 sur moquette | 2 sur moquette |

## Parcours dans les tournois duGrand Chelem

### En simple
| Année | Open d'Australie | Open d'Australie | Internationaux de France | Internationaux de France | Wimbledon       | Wimbledon     | US Open         | US Open     |
| ----- | ---------------- | ---------------- | ------------------------ | ------------------------ | --------------- | ------------- | --------------- | ----------- |
| 1990  | —                | —                | 1er tour (1/64)          | J. Arias                 | —               | —             | —               | —           |
| 1991  | —                | —                | —                        | —                        | —               | —             | —               | —           |
| 1992  | —                | —                | —                        | —                        | —               | —             | —               | —           |
| 1993  | —                | —                | —                        | —                        | —               | —             | 1er tour (1/64) | R. Krajicek |
| 1994  | 2e tour (1/32)   | W. Ferreira      | 2e tour (1/32)           | R. Reneberg              | 1er tour (1/64) | A. Krickstein | 1er tour (1/64) | P. Rafter   |
| 1995  | 1er tour (1/64)  | J. Courier       | 2e tour (1/32)           | R. Furlan                | —               | —             | —               | —           |
| 1996  | 1er tour (1/64)  | M. Chang         | 2e tour (1/32)           | J. Courier               | 1er tour (1/64) | M. Navarra    | 2e tour (1/32)  | S. Schalken |
| 1997  | —                | —                | —                        | —                        | 3e tour (1/16)  | R. Krajicek   | —               | —           |

N.B. : à droite du résultat se trouve le nom de l'ultime adversaire.

### En double
| Année | Open d'Australie           | Open d'Australie        | Internationaux de France     | Internationaux de France   | Wimbledon                    | Wimbledon               | US Open                       | US Open                   |
| ----- | -------------------------- | ----------------------- | ---------------------------- | -------------------------- | ---------------------------- | ----------------------- | ----------------------------- | ------------------------- |
| 1990  | —                          | —                       | 1/8 de finale T. Anzari      | J. Lozano T. Witsken       | 1er tour (1/32) T. Anzari    | J. Bates K. Curren      | —                             | —                         |
| 1991  | —                          | —                       | —                            | —                          | —                            | —                       | —                             | —                         |
| 1992  | —                          | —                       | 1er tour (1/32) M. Damm      | C. Limberger T. Anzari     | 1er tour (1/32) T. Carbonell | J. McEnroe M. Stich     | —                             | —                         |
| 1993  | —                          | —                       | 2e tour (1/16) R. Deppe      | G. Michibata D. Pate       | —                            | —                       | 1er tour (1/32) R. Deppe      | J. Eltingh P. Haarhuis    |
| 1994  | 1er tour (1/32) M. Ruah    | M. Damm K. Nováček      | 2e tour (1/16) I. Kafelnikov | R. Gilbert G. Raoux        | 1/8 de finale B. Shelton     | G. Connell P. Galbraith | 1er tour (1/32) I. Kafelnikov | R. Bergh M. Keil          |
| 1995  | 1er tour (1/32) M. Bauer   | J. Hlasek I. Kafelnikov | 2e tour (1/16) D. Prinosil   | J. Fitzgerald A. Järryd    | —                            | —                       | 2e tour (1/16) J. Novák       | J. Eltingh P. Haarhuis    |
| 1996  | —                          | —                       | 1er tour (1/32) J. Novák     | S. Stolle J. Stoltenberg   | 2e tour (1/16) J. Novák      | J.-P. Fleurian G. Raoux | 1er tour (1/32) J. Novák      | T. Kempers T. Nijssen     |
| 1997  | —                          | —                       | 1er tour (1/32) M. Petchey   | S. Lareau A. O'Brien       | 2e tour (1/16) J. Novák      | S. Noteboom F. Wibier   | 1/4 de finale J. Novák        | J. Björkman N. Kulti      |
| 1998  | —                          | —                       | 2e tour (1/16) J. Novák      | K. Braasch J. Knippschild  | 1er tour (1/32) J. Novák     | J. Björkman P. Rafter   | 2e tour (1/16) J. Novák       | L. Bale D. Sapsford       |
| 1999  | 2e tour (1/16) J. Novák    | I. Kafelnikov D. Vacek  | 1/8 de finale J. Novák       | E. Ferreira R. Leach       | 2e tour (1/16) S. Schalken   | N. Broad R. Koenig      | 1/8 de finale J. Novák        | J. Coetzee B. Haygarth    |
| 2000  | 1/4 de finale J. Novák     | A. O'Brien J. Palmer    | 1/4 de finale J. Novák       | T. Woodbridge M. Woodforde | 1/8 de finale J. Novák       | S. Lareau D. Nestor     | 1er tour (1/32) J. Novák      | D. Macpherson G. Stafford |
| 2001  | 2e tour (1/16) E. Ferreira | A. Clément S. Grosjean  | 1/8 de finale J. Novák       | M. Bhupathi L. Paes        | Finale J. Novák              | D. Johnson J. Palmer    | 1/8 de finale J. Novák        | W. Black K. Ullyett       |
| 2002  | 2e tour (1/16) J. Novák    | D. Bowen A. Fisher      | 1/8 de finale D. Prinosil    | B. Bryan M. Bryan          | 1/4 de finale D. Prinosil    | M. Knowles D. Nestor    | 2e tour (1/16) E. Ferreira    | J. Landsberg T. Vanhoudt  |
| 2003  | 1/4 de finale L. Paes      | G. Etlis M. Rodríguez   | 1/2 finale L. Paes           | B. Bryan M. Bryan          | 1/2 finale L. Paes           | M. Bhupathi M. Mirnyi   | 1er tour (1/32) I. Kafelnikov | M. Ančić I. Ljubičić      |
| 2004  | —                          | —                       | 2e tour (1/16) L. Paes       | J. I. Chela G. Gaudio      | 2e tour (1/16) L. Paes       | T. Parrott V. Spadea    | Finale L. Paes                | M. Knowles D. Nestor      |
| 2005  | —                          | —                       | 1er tour (1/32) P. Luxa      | J.P. Brzezicki J. I. Chela | 1er tour (1/32) T. Cibulec   | F. López R. Nadal       | —                             | —                         |

N.B. : le nom du ou de la partenaire se trouve sous le résultat ; le nom des ultimes adversaires se trouve à droite.

### En double mixte
| Année | Open d'Australie | Open d'Australie | Internationaux de France   | Internationaux de France | Wimbledon                    | Wimbledon               | US Open                    | US Open              |
| ----- | ---------------- | ---------------- | -------------------------- | ------------------------ | ---------------------------- | ----------------------- | -------------------------- | -------------------- |
| 2000  | —                | —                |                            |                          | —                            | —                       | 1/4 de finale K. Habšudová | A. Sánchez J. Palmer |
| 2001  |                  |                  | 1/4 de finale K. Habšudová | V. Ruano T. Carbonell    | 1/2 finale K. Habšudová      | D. Hantuchová L. Friedl |                            |                      |
| 2004  | —                | —                | —                          | —                        | 1/4 de finale B. Z. Strýcová | A. Molik T. Woodbridge  | —                          | —                    |

N.B. : le nom de la partenaire se trouve sous le résultat ; le nom des ultimes adversaires se trouve à droite.